# Antagonismo microbiano
El antagonismo microbiano se define como la capacidad de un microorganismo para inhibir el desarrollo de otros microorganismos de su comunidad. Existen diversos mecanismos de antagonismo microbiano como la antibiosis, competencia interespecífica (a través de la producción de diversos antimicrobianos), hiperparasitismo o depredación.
La competencia microbiana se presenta cuando dos microorganismos requieren de los mismos nutrientes para su supervivencia, o bien, cuando tratan de ocupar un mismo sitio o nicho de infección. Existen diversos hongos y bacterias que presentan efectos antagónicos contra agentes patógenos colonizadores, contribuyendo a la atenuación de enfermedades cuando están asociados a un huésped o favoreciendo al biocontrol de enfermedades de plantas.
Los principales microorganismos antagonistas más estudiados incluyen los géneros Trichoderma, Bacillus, Pseudomonas, Lactobacillus, Bifidobacterium, entre otros . 

## Antecedentes
Las primeras observaciones de antagonismo microbiano comenzaron con Pasteur y Joubert a fines del siglo XIX. Se estudiaron tres tipos de antagonismo: muerte bacteriana por otras bacterias, antagonismo de virus contra bacterias y bloqueo de receptores celulares por filtrados bacterianos. En el primer tipo, se evaluó la actividad de la piocianasa de Pseudomonas aeruginosa y la actividad de Bacillus subtilis sobre Mycobacterium tuberculosis; en el segundo, el francés D'Herelle fue pionero en el uso de bacteriófagos contra Shigella dysenteriae, y, Besredka, encabezó la tercera línea con la terapia antivirus contra Staphylococcus aureus.

## Importancia
- Gracias a los microorganismos antagonistas se ha logrado controlar diversas enfermedades debido a su capacidad de colonización y persistencia en diversos ambientes. El uso de microorganismos antagonistas se vuelve muy importante si estos no causan daño al sitio que colonizan, y no producen sustancias que tengan efectos nocivos a la salud humana.
- Cuando se administran en cantidades adecuadas algunas bacterias antagonistas pueden brindar beneficios a la salud, como favorecer la absorción de nutrientes, promover el equilibrio de la microbiota intestinal, e inhibir el desarrollo de microorganismos patógenos.[14][15]

- La efectividad de microorganismos antagonistas se ha demostrado para controlar algunas enfermedades post-cosecha.[16][17]
- Favorecen la resistencia ante amenazas de plagas.
- Tienen efectos directos sobre hongos fitopatógenos.
- Se ha logrado demostrar que el uso de microorganismos antagonistas ha inducido resistencia en frutos, ya que se ha caracterizado la producción de enzimas líticas como la β-1,3-glucanasa, responsables de la fractura celular en los fitopatógenos; además, se ha descubierto que existe un gran aumento en la producción de fitoalexinas que conllevan a incentivar los mecanismos de defensa de los frutos que son objeto de estudio.[18]

## Antagonismo bacteriano y control fitosanitario
En todo lugar en el mundo que contenga vida existe intercomunicación entre los patógenos potenciales y sus antagonistas. Esta intercomunicación ayuda, en gran parte de casos, a evitar el desarrollo de enfermedades. El proceso mediante el cual los microorganismos reducen las acciones naturales de sus depredadores, parásitos y antagonistas es conocido como “control natural”, aunque en el control de plagas es llamado "control biológico" o "biocontrol". Abundantes microorganismos saprofitos de la rizósfera y filósfera, así como la epiflora (que viven en la superficie de la hoja) protegen a las plantas contra patógenos por medio del antagonismo. Por ejemplo, el uso de bacterias antagonistas ha sido propuesto como estrategia innovadora de control biológico en plantas de importancia agrícola.  
La producción de cultivos hortícolas representan una parte importante dentro de la dieta alimenticia de la población y constituyen la principal fuente de producción de alimentos. Diversos hongos, virus y bacterias que producen enfermedades en estos cultivos, son los principales causantes de pérdidas económicas para la producción agrícola, y han conducido al uso excesivo de agroquímicos nocivos para la salud humana, animal o del medio ambiente. Algunos ejemplos de microorganismos que afectan a estos cultivos son Fusarium oxysporum, Botrytis cinerea, Puccinia spp. y Phytophthora capsici.
En la actualidad, diversos inoculantes elaborados a partir de este tipo de bacterias antagonistas se han utilizado con éxito para eliminar fitopatógenos, logrando aumentar además los rendimientos de la producción con el uso de bacterias promotoras del crecimiento vegetal (PGPR) en la agricultura sostenible. Estos microorganismos tienen la funcionalidad de ejercer un efecto positivo sobre el crecimiento y la salud de las plantas, y se clasifican de acuerdo a su actividad funcional en: 
1) Biofertilizantes (incremento de nutrientes a la planta)  
2) Fitoestimuladores (crecimiento a través de la producción de fitohormonas) 
3) Biorremediadores (degradación de compuestos tóxicos)  
4) Biocontroladores (eliminación de fitopatógenos) 

## Ligas externas
- Definición de "antagonismo biológico", en el Diccionario de la lengua española, editado por la Real Academia Española (edición en línea)

- Datos: Q65161473